# Chuarrancho
Chuarrancho é uma cidade da Guatemala do departamento de Guatemala.